# 个人手持式电话系统

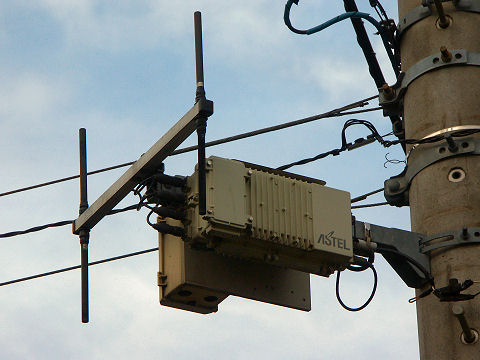
PHS架構的小基地台

个人手持式电话系统（英語：Personal Handy-phone System，缩写），1995年在日本推出，是利用有線電話線路的無線電話，特點為通話音質比其他手機好。最高峰時期日本有700萬人使用，全世界更超過1億，也曾進軍台灣與香港。2023年3月最後提供服務的軟體銀行(SOFTBANK)決定於3月31日完全停止相關電波發射，結束大眾市場。某些市场称为个人电话存取系统，在中國大陆俗称小灵通，是指一种无线本地电话技术，采用微蜂窝通信技术，在1880至1930兆赫这个波段内运作。
由于技术老旧，知道PHS的人都有一定年紀，日本記者街訪20代的年輕人，都不知道什麼是PHS，還以為是音樂及遊戲有關的東西，而媒體調查結果顯示，「Z世代不知道的東西排行榜」第1位就是PHS。虽然如此，PHS仍然有生存空間，在醫療日劇看到醫生護士所用，掛在胸前的電話就是PHS，因此有醫院表示，有鑑於PHS對醫療機器的影響較少，所以院內的聯絡仍會繼續用PHS。雖然大眾服務結束，但在醫院內還有收發基地台，所以持續使用。

## 技術
PHS技術實際上屬於移動通信技術，屬於第二代行動通信技術。PHS基站由於發射功率通常使用10mW，也有使用200mW，500mW的情況，相比與主流GSM與CDMA基站最大20W的發射功率，十分有限。因此，覆蓋範圍也要小得多，通信基站與终端間距離較短，而覆蓋較大面積時需要更多的基站。這使得PHS較適合在都市使用，在野外等地使用效果欠佳。在手機的通訊速度世代上，PHS屬於2G的範圍。其設計也使其在通話時有少許延遲（因為其覆蓋面積小，“蜂窩”面積小）。
PHS使用TDMA／TDD作為它的無線電通訊接口，以及32K的ADPCM作為它的聲音傳送編碼。現代的PHS電話也可以支持其他一些ISP的增值服務，如：網際網路窄帶通訊、短信、電子郵件，甚至圖片傳訊。
PHS這項技術也適用於小範圍的無線電通訊。

## 應用
PHS技術最初的發佈是1989年在日本的NTT實驗室，作為一種與GSM和PDC競爭的技術的形式出現的。早期是由日本根據本國國情（多數地方人口密度大、人口的流動性小）開發研製的。

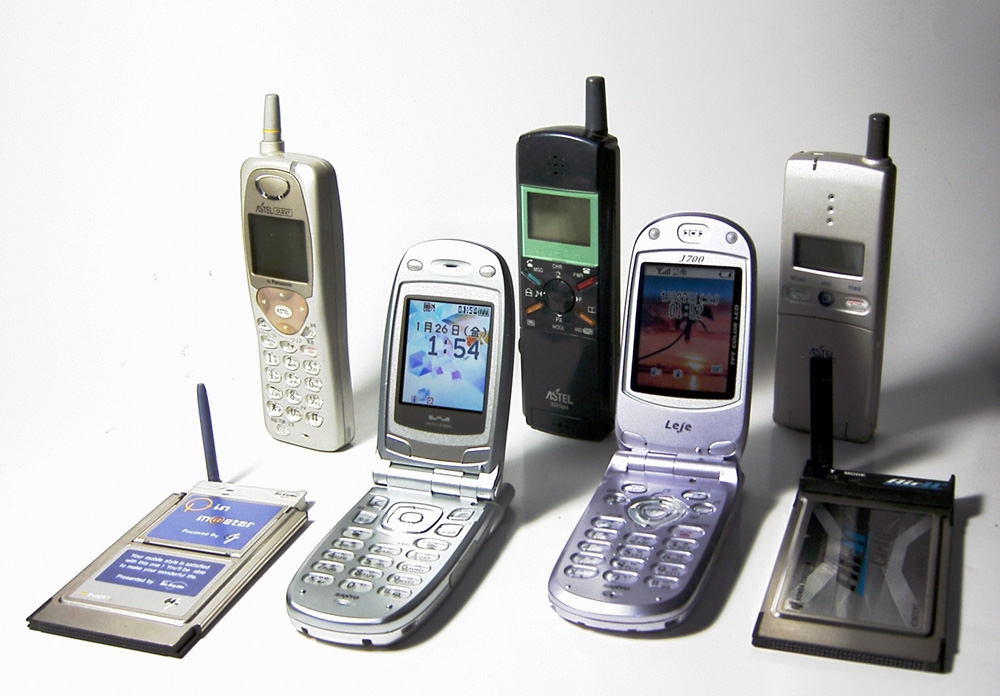
PHS Japan 1997-2003
（Willcom- NTT DoCoMo- ASTEL）

1995年，最初在日本由3家電信運營商來運作：NTT Personal、DDI Pocket和ASTEL。然而，服務推出不久後，該技術被稱為“窮人的蜂窩”，而在日本大受限制，市場佔有率也逐漸下降。之後NTT Personal被NTT DoCoMo合併。2004年，NTT DoCoMo決定2007年結束PHS服務。ASTEL由幾個區域公司經營，其中大部分公司已經結束服務了。
但是DDI Pocket於2001年6月開始無限32kbps上網服務Air-H"，開拓新用途。2002年，Air-H"的最大通訊速度提高為128kbps。2005年，DDI-Pocket的大部分股份由美國投資公司Carlyle收購，公司名稱改為Willcom，Air-H"服務也改名為Air-Edge。Willcom開始無限通話服務，並提升Air-Edge的最高通訊速度為256kbps，2006年再次提高為402kbps，超過WCDMA第三代行動電話的通訊速度。現在Willcom恢復了過去DDI Pocket達到的最大客戶數。
在一些國家和地區PHS運營業者大多以較低的收費以及較多的附加業務也受到歡迎，例如中國大陸、智利、臺灣、泰國、越南、孟加拉國、尼日利亞、馬里、坦桑尼亞和宏都拉斯等。
- 中國大陸的PHS業者曾经有兩家，分別是中國電信和中國網通，這兩家公司的大多數無線市話用戶使用的是基於PHS技術的行動電話。中國網通在北京、天津、河北、山西、内蒙古、遼寧、吉林、黑龍江、河南、山東等十省區市獨傢經營PHS業務，其餘地區的PHS業務則由中國電信獨家經營。由於中华人民共和国政府的限制性政策，中國大陆的PHS電話只能在有限的區域内使用，且经常会出现掉线等情况，影响用户体验。PHS電話在中國大陆绝大多数地区被稱爲“小靈通”，以科幻小说《小灵通漫游未来》的主人公小灵通命名[2]。然而也有例外，在深圳市则被称为市话通，在泉州市被称为泉灵通[3]。中國大陸的PHS用戶數曾經在2005年以前大幅成長，最多時達到將近一億用戶，但是自2006年以後用戶數則持續減少。截止2008年年末，中國大陸的PHS用戶數已經跌破7000萬戶。因爲中國大陸的PHS網路系統使用的頻段有可能干擾TD-SCDMA網路系統使用的頻段，中华人民共和国工業和信息化部由此要求中國電信和中國聯通最遲於2011年底前結束PHS服務，此擧引發了中國大陆部分PHS用戶的不滿，且當年的小靈通用戶仍有約2400萬戶之多，退網工作最终只完成了計畫的1/4，官方在2011年底前廢除「小靈通」系統、全面實現3G化的計劃顯然已經遭遇困難[4]。2014年9月，為了讓出4G網絡的頻段，隨著各地的運營商陸續關閉小靈通服務，並且對小靈通用戶採取提供優惠並強制轉網的措施，小靈通已徹底退出中國大陸市場。[5][6]
- 香港1997年引進PHS電話，以1895-1906.1兆赫頻帶內操作，主要作室內無線電話用途。但因PHS在香港未見普及，政府決定於2013年5月10日起禁止入口及出售PHS器材，並分階段撤銷PHS無線電通訊器材的豁免領牌安排。而政府提供的本地PHS無線電通訊器三年使用寬限期亦會於2016年5月9日屆滿，以騰出無線電頻譜。[7]
- 臺灣是由大眾電信獨家經營PHS業務，該公司的低功率行動電話同樣採用PHS技術。但由於基地台收訊範圍不大的關係，使用人數不多，2012年4月12日，約為80萬人，主要用戶均在北臺灣部分。自大眾電信重整計畫獲通過後，PHS用戶擔心服務是否將終止；2010年5月27日，大眾電信常駐重整人張敏玉表示：“PHS服務至少兩年內不會消失，而且還會持續推出新手機；大眾電信的PHS頻譜執照到2016年4月到期，PHS服務的下一步仍在規劃中。”不敵PHS逐漸沒落，在臺灣主打PHS業務的大眾電信2014年12月26日宣告公司破產，但仍將盡力維持網路正常運作。[8]中華民國國家通訊傳播委員會（NCC）於2015年3月11日核准大眾電信終止PHS業務的申請，大眾電信於3月31日之後停止服務，NCC也會收回相關號碼及頻率。